# Dănești (Harghita)
Dănești es una comuna ubicada en el distrito de Harghita, Rumania.

## Superficie
Cuenta con una superficie de 63,37 kilómetros cuadrados.

## Demografía
Hasta 2021 la población era de 2079 habitantes, con una densidad de población de 32,81 habitantes por kilómetro cuadrado.